# Coccoloba taylorii
Coccoloba taylorii là một loài thực vật có hoa trong họ Rau răm. Loài này được Urb. mô tả khoa học đầu tiên năm 1914.